# Thomas Preis
Thomas Preis, född 4 april 1938, död 2 april 2018, var en svensk översättare. Preis var verksam som översättare från engelska, huvudsakligen av skönlitteratur, från och med 1975. Bland författare han översatt märks såväl deckarförfattare som James Ellroy som 2003 års nobelpristagare J.M. Coetzee (12 böcker av den senare). Totalt rör det sig om runt 150 översatta böcker. Preis var verksam i Helsingborg.

## Översättningar i urval
- Angela Davis: Självbiografi (An autobiography) (översatt tillsammans med Annika Preis) (PAN/Norstedts, 1975)
- John Gardner: Soldialogerna (The sunlight dialogues) (Norstedts, 1979)
- Salman Rushdie: Skam (Shame) (Bonniers, 1984)
- Jim Harrison: Dalva (Forum, 1992)
- Ernest Hemingway: Sanning i gryningen: en afrikansk safari (True at first light) (Bonniers, 1999)
- Michael Ondaatje: Anils skugga (Anil's ghost) (Bonniers, 2000)
- Anne Enright: Sammankomsten (The gathering) (Brombergs, 2008)

## Priser
- Sveriges Författarfonds premium till personer för belöning av litterär förtjänst
- Svenska Deckarakademins pris för berömvärd översättargärning 1993[4]
- Albert Bonniers 100-årsminne 1996[5]